# Kazuyoshi Sekine
Pour les articles homonymes, voir Sekine.
Kazuyoshi Sekine (関根和美 Sekine Kazuyoshi), aussi connu sous le nom Kazumi Sekine, est un réalisateur, un dramaturge, un producteur de cinéma japonais, président de la société de production Sekine (関根プロ).

## Biographie
Kazuyoshi Sekine dirige principalement des films produits par des studios de cinéma indépendant.
Il est marié à l'actrice Izumi Aki qui apparaît dans ses films.
Beaucoup de ses films sont des histoires d'amour en milieu urbain.

## Source de la traduction
- (en) Cet article est partiellement ou en totalité issu de l’article de Wikipédia en anglais intitulé « Kazuyoshi Sekine » (voir la liste des auteurs).